# Jennifer O’Dell
Jennifer O'Dell (Ridgecrest, California, 27 de noviembre de 1974) es una actriz estadounidense de películas y televisión. Destacó en la serie de televisión Sir Arthur Conan Doyle's The Lost World, donde interpreta a Verónica. 

## Historia
Su iniciación en la profesión de actor comenzó a la temprana edad de ocho años. Ella se reservó su derecho a la audición primera de la puerta para un comercial de dulces nacionales. Jennifer tomó un descanso a través de Secundaria para disfrutar de su juventud, pero poco después de graduarse hizo realidad su sueño de ser una actriz profesional que trabaja. Enseguida empezaron a llegarle papeles como invitada en series de televisión, y en 1999 consiguió su primer papel recurrente en la serie de televisión The Lost World: fue allí donde alcanzó la fama interpretando a la selvática protagonista Verónica. Eso hizo que su carrera subiese de nivel y le abrió las puertas a audiciones en programas de televisión de hoy en día más populares.

## Filmografía

### Film
| Year | Title                                    | Role            | Notes          |
| ---- | ---------------------------------------- | --------------- | -------------- |
| 1997 | A spasso nel tempo: l'avventura continua | 1st Saloon Girl |                |
| 1998 | Sometimes They Come Back... for More     | Mary            | Video          |
| 1999 | Molly                                    | Actress on TV   |                |
| 2000 | Point Doom                               | Stephanie       |                |
| 2005 | Window Theory                            | Stephanie       |                |
| 2007 | Saving Sarah Cain                        | Madison Miller  |                |
| 2007 | Nevermore                                | Lydia Usher     |                |
| 2008 | The Man Who Came Back                    | Elena           |                |
| 2010 | Black Widow                              | Natalie         |                |
| 2013 | Alien Battlefield                        | Stephanie       |                |
| 20?? | Balkan Cursed Dream                      |                 | Pre-production |

### Televisión
| Year      | Title                     | Role                     | Notes                                              |
| --------- | ------------------------- | ------------------------ | -------------------------------------------------- |
| 1995      | Renegade                  | Linda                    | "Most Wanted"                                      |
| 1995      | Silk Stalkings            | Gayle                    | "Family Affairs"                                   |
| 1996      | Renegade                  | Patrice                  | "Love Hurts"                                       |
| 1996      | Wiseguy                   | Blonde #2                | TV film                                            |
| 1996      | Silk Stalkings            | Shauna Celine            | "Prey of the Fox"                                  |
| 1997      | Silk Stalkings            | Mariah                   | "Air-Tight Alibi"                                  |
| 1997      | Don King: Only in America | Bikini Girl (uncredited) | TV film                                            |
| 1998      | Profiler                  | Bartender                | "Every Five Minutes"                               |
| 1998      | Pacific Blue              | Sherry Sweet             | "Seduced"                                          |
| 1998      | Diagnosis: Murder         | Jolene                   | "Dead in the Water"                                |
| 1998      | Beverly Hills, 90210      | Nancy Ann                | "You Say Goodbye, I Say Hello"                     |
| 1999      | Beverly Hills, 90210      | Katie                    | "Local Hero", "The End of the World as We Know It" |
| 1999      | The Lost World            | Veronica                 | TV film                                            |
| 1999–2002 | The Lost World            | Veronica                 | Main role                                          |
| 2001      | Leap Years                | Amanda Dooling           | "1.14"                                             |
| 2003      | Scrubs                    | Stunning Woman           | "My Lucky Night"                                   |
| 2004      | Las Vegas                 | Liza Cranston            | "The Family Jewels"                                |
| 2004      | Charmed                   | Elisa                    | "A Wrong Day's Journey Into Right"                 |
| 2004      | She Spies                 | Haley Swann              | "Wedding of the Century"                           |
| 2004      | Nip/Tuck                  | Renee                    | "Rose and Raven Rosenberg"                         |
| 2005      | The Closer                | Allison Metcalfe         | "About Face"                                       |
| 2005      | CSI: Miami                | Charlene Hartford        | "Nailed"                                           |
| 2005      | Out of Practice           | Cynthia                  | "The Wedding"                                      |
| 2006      | Slayer                    | Dr. Laurie Williams      | TV film                                            |
| 2007      | Shark                     | Sonja Crawford           | "Teacher's Pet"                                    |
| 2007      | CSI: NY                   | Miss Di Martino          | "The Ride In"                                      |
| 2007      | Two and a Half Men        | Margaret                 | "Media Room Slash Dungeon"                         |
| 2008      | NCIS                      | Dina Rankin              | "In the Zone"                                      |
| 2008      | iCarly                    | Kathy Millford           | "iOwe You"                                         |
| 2012      | Bones                     | Ruby Schnepp             | "The Don't in the Do"                              |
| 2016      | Modern Family             | Brenda                   | "Thunk in the Trunk"                               |